# Rocznik Literacki
Rocznik Literacki – czasopismo literackie na temat polskiej i tłumaczonej na język polski literatury pięknej i powiązanej tematyki.
Magazyn wydawany był w Warszawie w latach 1933–1939 przez Instytut Literacki. Po wojnie został wznowiony w latach 1956–1984 nakładem Państwowego Instytutu Wydawniczego. Magazyn w formie rocznika (wydawany raz do roku) opisuje lata poprzednie, czyli 1932–1938 i 1955–1983. Magazyn publikował też reportaże. 
Założycielem i pierwszym redaktorem pisma był Zygmunt Szweykowski, od 1934 i po 1956 pozycję tę pełniła Zofia Szmydtowa, od 1976 pozycję piastowali wspólnie Paweł Hertz i Andrzej Lam, od 1979 do 1984 redaktorem był Andrzej Lam.